# José Tamayo (Theaterleiter)
José Tamayo Rivas (* 16. August 1920 in Granada; † 26. März 2003 in Madrid) war ein spanischer Theaterleiter und -regisseur.
Tamayo begann eine geisteswissenschaftliche Ausbildung am Seminario de San Cecilio seiner Heimatstadt und studierte an der Escuela de Comercio. Nach dem Ende des Spanischen Bürgerkrieges trat er in Laienschauspielgruppen auf und übernahm an der Hochschule die Leitung der Schauspielgruppe Teatro al Aire Libre, mit der er Werke spanischer Klassiker wie Miguel de Cervantes, Lope de Rueda und Gil Vicente  aufführte.
1946 gründete er seine erste eigene Theatergruppe mit dem Namen Lope de Vega, mit der er u. a. La vida es sueño von Pedro Calderón de la Barca aufführte. Im gleichen Jahr debütierte er am Teatro Eslava u. a. mit den Stücken Romeo und Julia, Maria Stuart, La muerte de un viajante, Seis personajes en busca de autor und Réquiem por la muerte de una mujer. Schließlich ging er an der Teatro Fuencarral nach Madrid.
Nach einem Amerikaaufenthalt kehrte er 1952 mit La muerte de un viajante nach Madrid an das Teatro de la Comedia zurück. Mit Amadeo Vives brachte er 1954 seine erste Zarzuelaaufführung auf die Bühne des Teatro de la Zarzuela. Im gleichen Jahr übernahm er die Leitung des  Teatro Español, die er bis 1962 innehatte. Daneben arbeitete er auch für andere Häuser in Madrid, Washington und New York und Festivals in Spanien, Edinburg, Amsterdam und Paris.
Internationalen Erfolg hatte Tamayo mit La cena del rey Baltasar von Calderón und der Antología de la Zarzuela (1984), die er beim Festival Internacional de Santander präsentierte und die danach im Madison Square Garden in New York lief und 1987 in überarbeiteter Form unter dem Titel Nueva Antología in Peking, New York und Kopenhagen. Als Antología de la Zarzuela 92 bzw. La Antología de la Zarzuela wurde das Werk schließlich weltweit, u. a. in Montreal, Paris, Tokio, Buenos Aires, London, Hongkong und Athen gespielt. Zu seinen späten Arberiten zählen  Los Miserables (nach Victor Hugo, 1985), Un tranvía llamado deseo (1993), Calígula (1994), Doña Francisquita (1995) und Luces de Bohemia (1996).
1985 ehrte ihn das Teatro Lírico Nacional de La Zarzuela für seine Verdienste um das Haus.  1992 verlieh König Juan Carlos I. Tamayo die Medalla de Oro de las Bellas Artes. Von der Stadt Madrid erhielt er die Primera Estrella. 1997 wurde ihm der Preis Los Majores de Año verliehen und 2002 der Premio de Honor de las Artes Escénicas.